# Star Trek: Bridge Crew
Star Trek: Bridge Crew est un jeu vidéo de simulation en réalité virtuelle développé par Red Storm Entertainment et édité par Ubisoft, sorti en 2017 sur Windows et PlayStation 4.

## Accueil
- IGN : 6,8/10[1]
- Jeuxvideo.com : 14/20[2]